# Profesor Raciel Salcedo Rangel
Profesor Raciel Salcedo Rangel är en ort i Mexiko.   Den ligger i kommunen Tlahuiltepa och delstaten Hidalgo, i den sydöstra delen av landet, 170 km norr om huvudstaden Mexico City. Profesor Raciel Salcedo Rangel ligger 1 768 meter över havet och antalet invånare är 104.
Terrängen runt Profesor Raciel Salcedo Rangel är bergig åt nordväst, men åt sydost är den kuperad. Runt Profesor Raciel Salcedo Rangel är det ganska glesbefolkat, med 38 invånare per kvadratkilometer. Närmaste större samhälle är Chapulhuacán, 19,1 km norr om Profesor Raciel Salcedo Rangel. I omgivningarna runt Profesor Raciel Salcedo Rangel växer i huvudsak städsegrön lövskog.